# Szczebrzeszyn (przystanek kolejowy)
Szczebrzeszyn – kolejowy przystanek osobowy na terenie wsi Brody Małe w gminie Szczebrzeszyn, w województwie lubelskim w Polsce.